# 夜のワイド魂
『夜のワイド魂』（よるのワイドだましい）は、2003年4月22日から同年9月23日まで一部TBS系列局で放送されたTBS製作の情報バラエティ番組である。放送時間は毎週火曜 23:55 - 翌0:30 (JST) 、『Pooh!』火曜第1部の番組として放送。

## 概要
「お金はないけど、気合はある!」をモットーに、様々な社会現象をあますところなくリポートしていた深夜番組である。昼間のワイドショーが拾わないようなネタを、最大限のリサーチと現場取材を重ねて徹底調査していた。
この番組の放送開始日が4月22日とかなり遅れているのは、同年春の改編期に『Pooh!』第2部の1時間スペシャルが2回、『ホットマン』第1回目の再放送が1回それぞれ火曜深夜に放送されたからである。

## 出演者

### レギュラー
- ジョン・カビラ
- 三雲孝江（元TBSアナウンサー）

### ゲスト
※スタジオゲストとして登場したタレント
- 仲根かすみ
- MEGUMI
- 藤本綾
- 小向美奈子
- こずえ鈴
- ほか

### ナレーター
- 田子千尋

## スタッフ
- 構成：都築浩、ひぐちひろき、堀江利幸、やすけいいち
- リサーチ：オフィスHIT、デグナ
- ロケ技術：テイクファイブ
- 編集・MA：東放制作、ヴィジュアルベイ、タムコ
- アシスタントプロデューサー：樺沢節子、鹿渡弘之
- デスク：片桐正子
- ディレクター：斉藤K太、木村康司、膳亀由香、飯☆友樹、住田崇
- プロデューサー：落合芳行、吉田啓良、合田隆信
- 制作：TBSエンタテインメント（現・TBSテレビ）
- 製作著作：TBS

## 主な企画
- 芸能人ベロベロ記者会見
- 100万円見返り美人
- 世界のCM大集合!

| TBS 火曜23:55枠（『Pooh!』火曜第1部） | TBS 火曜23:55枠（『Pooh!』火曜第1部）  | TBS 火曜23:55枠（『Pooh!』火曜第1部） |
| 前番組                                | 番組名                                 | 次番組                                |
| ------------------------------------- | -------------------------------------- | ------------------------------------- |
| サイボーグ魂                          | 夜のワイド魂 （2003年4月 - 2003年9月） | ウンナンさん                          |